# Valle Comba
Valle Comba (Málaga, 1990) es una directora de cine y directora de arte española especializada en cortos de stop motion. Su primer trabajo con esta técnica, Uka (2016), fue nominado al mejor cortometraje de animación en la XXXI edición de los Premios Goya.

## Trayectoria
Comba estudió en el Colegio Maravillas de Benalmádena y, en 2008, se trasladó a Madrid para formarse en Dirección Artística en la Escuela de Cine de la Comunidad de Madrid. 
Sus inicios en la industria cinematográfica fueron trabajando en el departamento de arte para películas de ficción dirigidas por directores de renombre como Julio Medem, Paco León o Alejandro Amenábar. Formó parte de la creación de los sets de animación en Conflictivos Producciones del conocido director en stop motion Sam Conflictivos para una exposición sobre la técnica en el MuVIM. Después, también trabajó con Coke Riobóo en el cortometraje Made in Spain como Directora de Arte.
Uka fue su primer cortometraje en stop motion como directora. Narra la historia de una niña llamada Uka que pinta cuadros en un fábrica abandonada, y mientras pinta uno de ellos se da cuenta de que puede cambiar la manera de ver el mundo. Este corto fue nominado al mejor cortometraje de animación en los Premios Goya de 2017. Además, ganó el 2º Premio en el festival Málagacrea 2016 y ha recibido 164 selecciones para festivales.

## Filmografía
Su filmografía cuenta con 7 cortometrajes como directora de arte, 4 largometrajes en el departamento de arte, y como directora, guionista y diseñadora de producción del cortometraje UKA.

### Directora, directora de arte, escritora y diseñadora de producción
- 2018 Sin Remite. Verbena Films. (En desarrollo)
- 2016 Uka

### Directora de arte
- 2018 Las Vegas
- 2017 Diesel
- 2015 Enric Verdaguer: Freaky
- 2013 Dentro de la caja
- 2012 DesAyuno
- 2011 El secreto del circo
- 2011 Esto no es una cocina

### Departamento de arte
- 2018 Snatch (prop bayer)
- 2018 Sin fin (assistant property master)
- 2018 Jefe (assistant property master)
- 2016 Kiki, el amor se hace (art intern)
- 2015 Ma ma (art trainee)
- 2010 Sin palabras (set dresser)